# ブルン (ザクセン公)
ザクセン公ブルンまたはブルーノ（Brun (Bruno), 830年/840年 - 880年2月2日）は、ザクセン伯（在位：866年 - 880年）。ザクセン公ともされているが、正確なことは不明。リウドルフの長男、オットー1世の兄。カトリック教会では聖人とされ、記念日は2月2日である。

## 略歴
866年、父リウドルフの死により、その地位を継承した。しかし、880年、ブルーノは2人の司教、11人の伯、18人の家臣と共にザクセンにおいてノルマン人と戦って亡くなった。それ以外の事跡は伝わっていない。弟オットーがその地位を継いだ。
伝承によれば、ブルーノはブラウンシュヴァイクの建設者で、ブラウンシュヴァイク伯家（ブルノン家）の先祖とされている。